# Třída Barbaros
Třída Barbaros je třída víceúčelových fregat tureckého námořnictva. Jedná se o německou modulární konstrukci typové řady MEKO loděnice Blohm + Voss. Čtyřkusová třída se dělí na dvě mírně odlišné podtřídy, označené MEKO 200 TN II-A a MEKO 200 TN II-B. Ve službě jsou od roku 1995. Všechny jsou stále v aktivní službě.

## Stavba

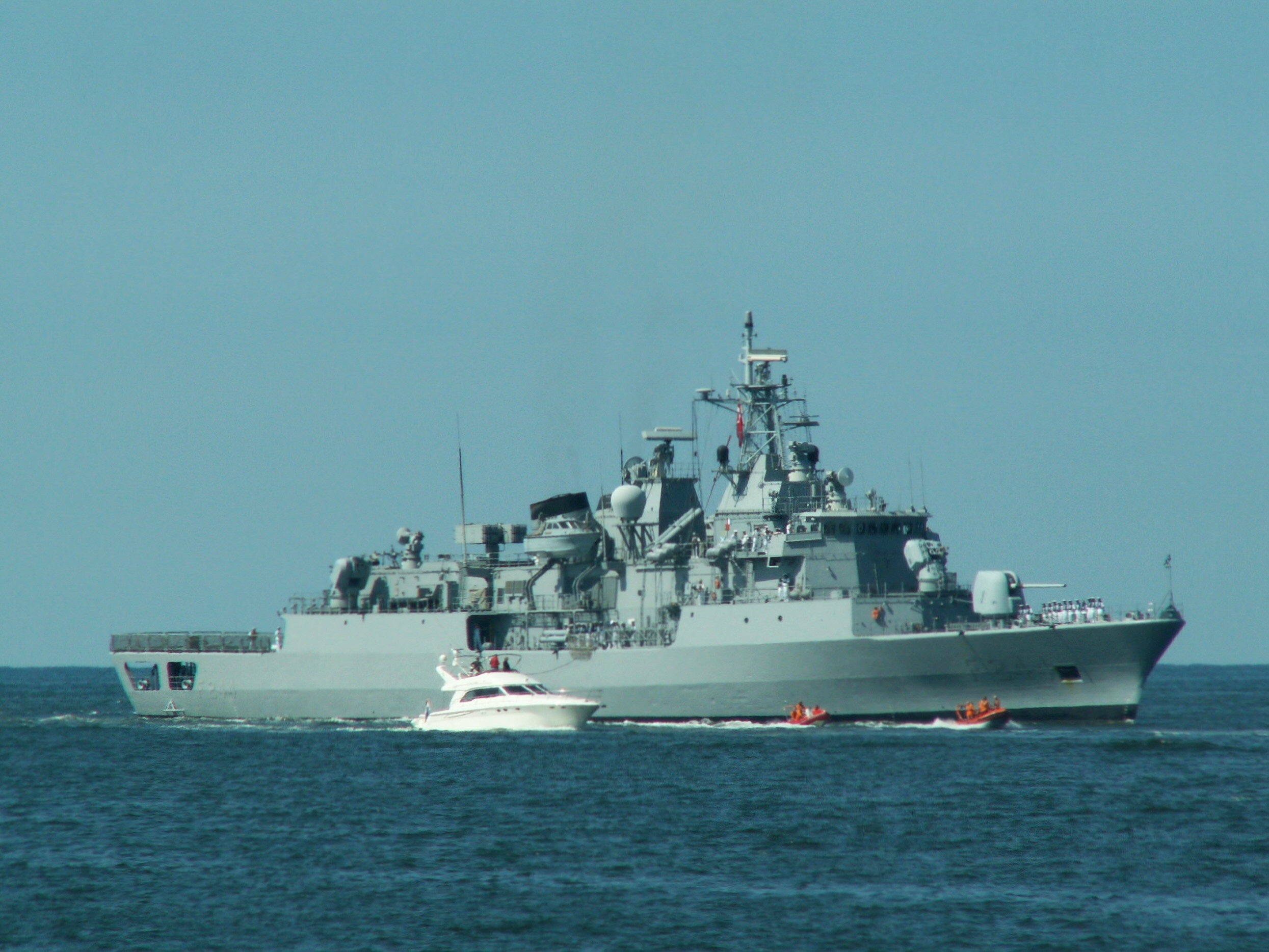
Barbaros (F-244)

Již v průběhu stavby fregat třídy Yavuz (MEKO 200 TN) byla zahájena jednání o stavbě druhé série vylepšených plavidel. Roku 1991 byly objednány dvě fregaty MEKO 200 TN II-A, pojmenované Barbaros (F-244) a Oruçreis (F-245). Mezi hlavní změny oproti třídě Yavuz patřil výkonnější pohonný systém koncepce CODOG, modernější elektronika a zvětšená kapacita klimatizace.
V roce 1994 následovala objednávka na druh pár vylepšených fregat Salihreis (F-246) a Kemalreis (F-247) ve verzi MEKO 200 TN II-B. Celá čtveřice byla vybavena pro plnění funkce vlajkových lodí. Celá čtveřice byla stavěna v letech 1993–2000. Z každého páru postavila první kus německá loděnice Blohm + Voss v Hamburku a druhý kus byl postaven v turecké loděnici Gölcük v Izmiru. Stavba fregaty Kemalreis se zdržela kvůli zemětřesení, které Turecko postihlo roku 1999. Součástí kontraktu byla opce na třetí pár fregat, která byla roku 1999 zrušena a Turecko se raději soustředilo na vývoj domácích korvet třídy Ada a fregat třídy Istanbul.
Jednotky třídy Barbaros:
| Jméno             | Série            | Loděnice              | Zahájení stavby   | Spuštění na vodu  | Zařazena do služby | Status  |
| ----------------- | ---------------- | --------------------- | ----------------- | ----------------- | ------------------ | ------- |
| Barbaros (F-244)  | MEKO 200 TN II-A | Blohm + Voss, Hamburk | 18. března 1993   | 29. září 1993     | 18. března 1995    | aktivní |
| Oruçreis (F-245)  | MEKO 200 TN II-A | Gölçuk, Izmir         | 15. září 1993     | 28. července 1994 | 10. května 1996    | aktivní |
| Salihreis (F-246) | MEKO 200 TN II-B | Blohm + Voss, Hamburk | 24. července 1995 | 26. září 1997     | 17. prosince 1997  | aktivní |
| Kemalreis (F-247) | MEKO 200 TN II-B | Gölçuk, Izmir         | 3. prosince 1996  | 24. července 1998 | 8. června 2000     | aktivní |

## Konstrukce

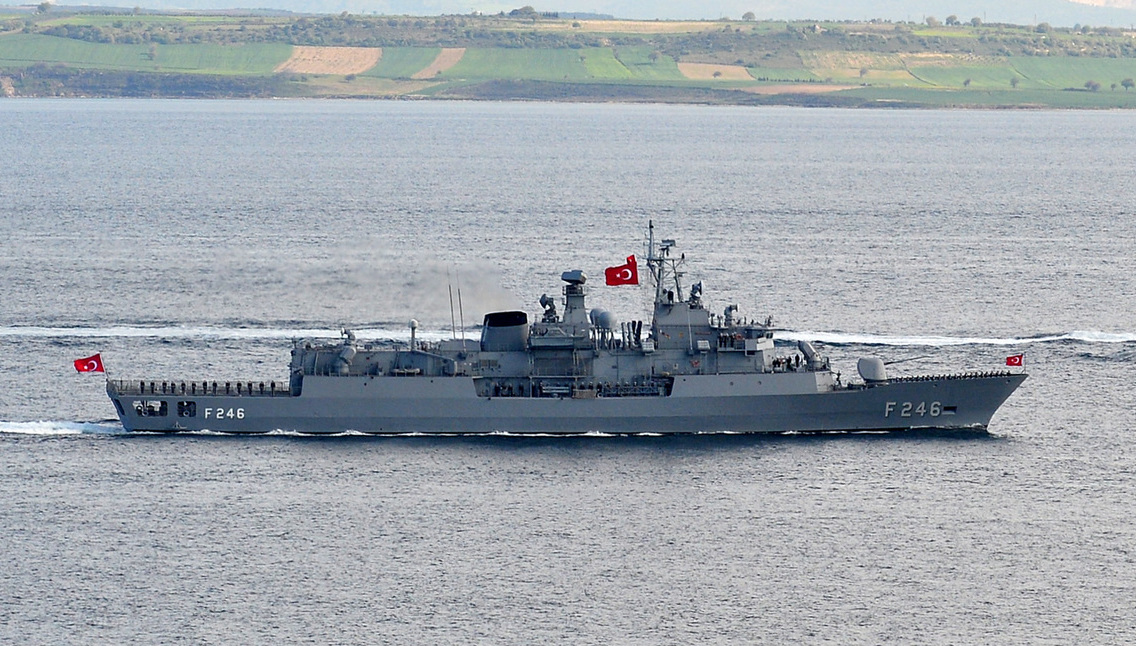
Salihreis (F-246)

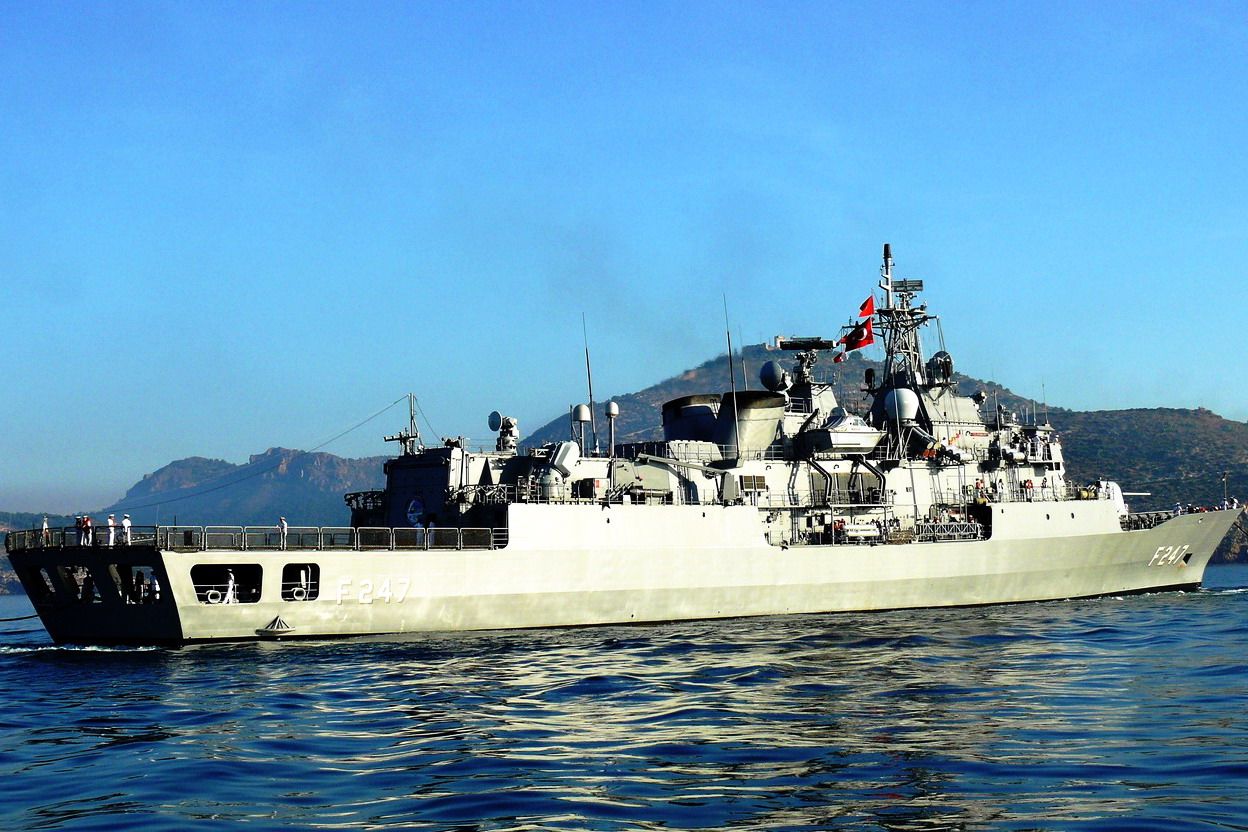
Kemalreis (F-247)

### MEKO 200 TN II-A
Fregaty mají oproti třídě Yavuz prodloužený trup a mírně vyšší výtlak. Jsou vybaveny modernější elektronikou, například výrazně pokročilejším bojovým řídícím systémem TACTICOS, který oproti systému STACOS na třídě Yavuz daleko více integruje palubní zbraňové systémy. Primárním senzorem je přehledový 3D radar středního dosahu AWS-9 Dolphin. Střelecké radary STIR-180 doplnil systém řízení palby TMKX/TV-CW doplněný TV větví. Nesen je též navigační radar Decca 2690. Systém pro vedení elektronického boje zahrnuje rušič Scorpion B a systém pro radiotechnický průzkum Cutlass B1.
V dělové věži na přídi je jeden 127mm kanón. Před komínem jsou umístěny dva čtyřnásobné kontejnery Mk.141 pro protilodní střely Harpoon. Na střeše zadní nástavby byl umístěn osminásobný vypouštěcí kontejner Mk.29 pro protiletadlové řízené střely Sea Sparrow. K bodové obraně proti letadlům a protilodním střelám slouží tři systémy Oerlikon Contraves Seaguard. Protiponorkovou výzbroj tvoří dva trojhlavňové 324mm torpédomety Mk.32. Na zádi se nachází přistávací plocha a hangár pro uskladnění jednoho vrtulníku. Základním typem byl AB 212ASW, přičemž fregaty byly připraveny pro provoz výkonnějších vrtulníků SH-60B Seahawk. Provoz vrtulníku při rozbouřeném moři usnadňuje systém ASIST.
Pohonný systém je koncepce CODOG. Pro plavbu ekonomickou rychlostí slouží dva diesely MTU 16V 1163 TB83 o celkovém výkonu 9600 kW, zatímco v bojové situaci lodě pohání dvě plynové turbíny General Electric LM2500 o celkovém výkonu 46 720 kW. Lodní šrouby jsou dva. Nejvyšší rychlost dosahuje 32 uzlů. Dosah je 4100 námořních mil při rychlosti 18 uzlů.

### MEKO 200 TN II-B
Druhý pár fregat má mírně prodloužený trup pro usnadnění provozu vrtulníků SH-60B Seahawk. Protiletadlové řízené střely byly přemístěny do šestnáctinásobného vertikálního odpalovacího zařízení Mk.41.

## Modernizace
V roce 2018 byl zahájen program střednědobé modernizace této třídy. Při ní bylo použito maximum domácích komponentů. Vzhled plavidla změnil nový integrovaný stožár. Její součástí je instalace nového bojového řídícího systému Havelsan ADVENT. Radar AWS-9 nahradil turecký radar Aselsan MAR-D, střelecké radary STIR-180 turecký Aselsan AKREP AKR-D, navigační radar Decca 2690 turecký Aselsan ALPER LPI (Aselsan Low Power ECCM Radar), trupový sonar SQS-56 nahradil turecký Aselsan FERSAH, protitorpédový systém Nixie pak turecký Aselsan HIZIR, systémy elektronického boje Cutlas a Scorpion nahradí turecké Aselsan ARES-2N(V)2 ESM a Aselsan AREAS-2NC, nový bude IRST senzor Aselsan PIRI-KATS a elektro-optický systém Aselsan KIRLANGIC. Upraveno je i složení výzbroje. Americké protilodní střely Harpoon nahradí turecké ATMACA, obranný systém Seaguard nahradí 35mm kanónový komplet Aselsan Gökdeniz, instalovány jsou i 25mm kanóny ve zbraňových stanicích Aselsan STOP a vypouštěcí zařízení Roketsan YALMAN pro řízené střely UMTAS a CIRIT. Jako první byla modernizována fregata Oruçreis, která v listopadu 2023 zahájila zkoušky.